# Mandolinblues

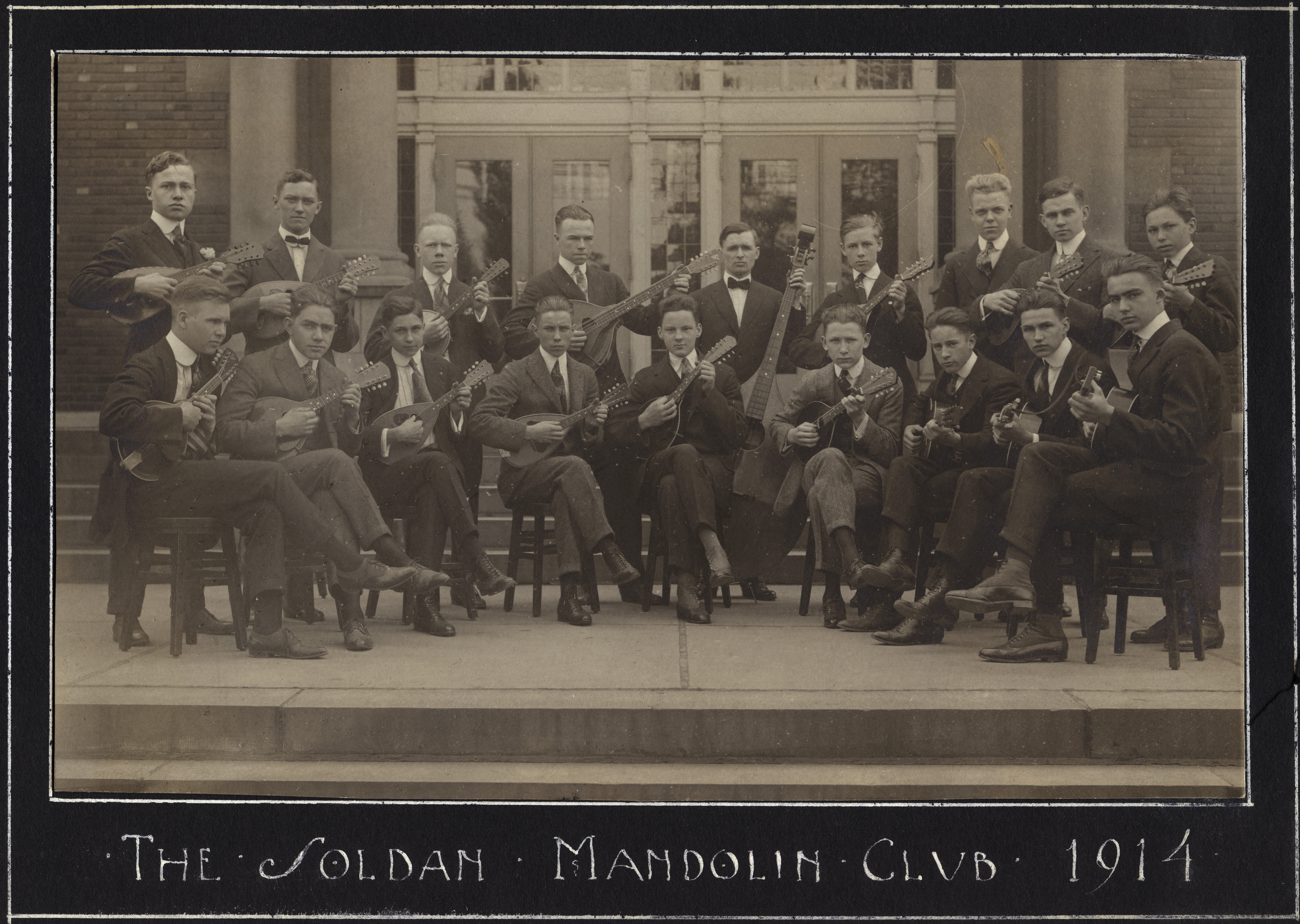
Mandolinzenekar a századfordulón

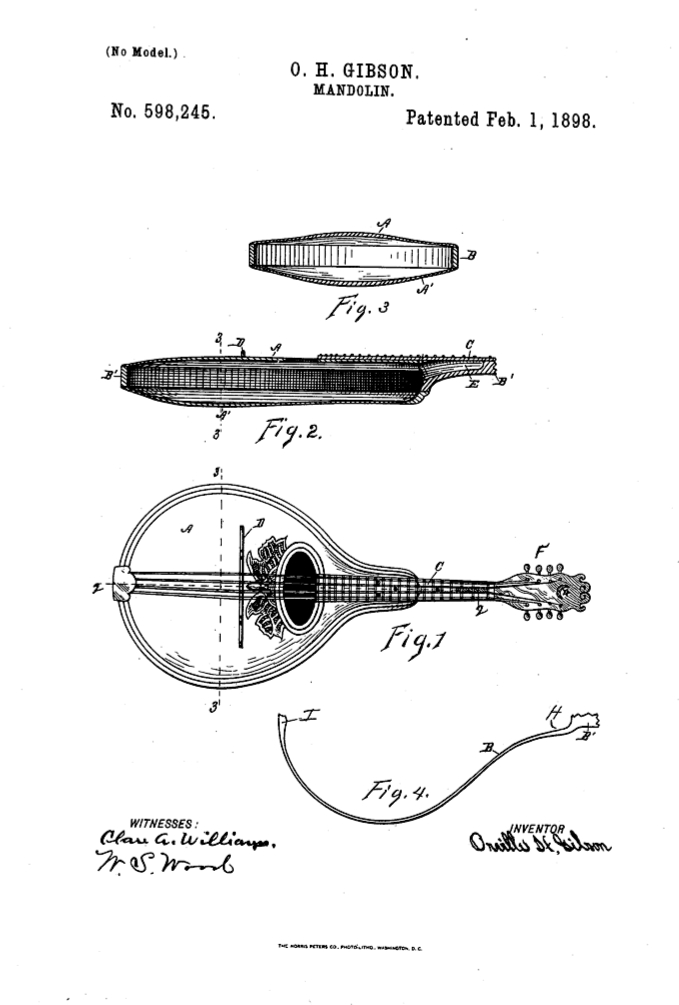
Orville Gibson szabadalma

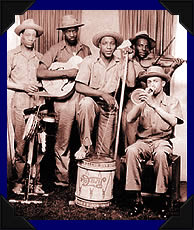
Memphis jugband

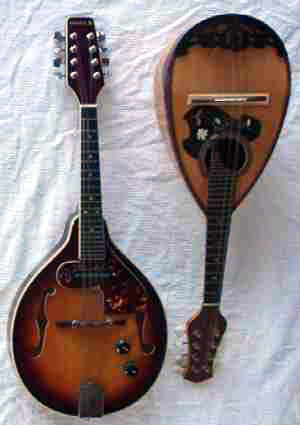

A mandolinblues a blueszene mandolinon játszott formája, mely a műfaj korai, 20. század eleji szakaszára volt jellemző.

## Története
A mandolin amerikai zenében való feltűnése az 1850-es évekre tehető, amikor is az eredetileg európai hangszer az olasz bevándorlók jóvoltából az államokba került. Alacsony ára és viszonylag könnyű játszhatósága miatt hamarosan óriási népszerűségre tett szert, sorra alakultak a mandolinzenekarok. Ezek eleinte könnyebb komolyzenei műveket, keringőket, indulókat, illetve népzenét játszottak, de a mandolin idővel olyan korabeli amerikai műfajokban is feltűnt, mint a ragtime, a cakewalk és a bluegrass. A hangszer amerikanizálódásának csúcspontja talán 1898-ra tehető, ekkor adta be ugyanis szabadalmát Orville Gibson, a Gibson Guitar Corporation atyja az első amerikai stílusú (The Gibson A1) mandolinra. Az első világháború utáni jazzforradalom következtében a hangszer és az azt használó zenekarok népszerűsége rohamosan csökkent. Az ugyancsak akkortájt népszerűsödő bluest játszó jugband- és stringband-zenekarokban viszont a mandolin újra jelentős szerepet kapott, elindítva ezzel a mandolinblues kicsi, de annál különlegesebb alműfaját.

## Előadói
A mandolinblues a kezdeti időszakban (a húszas évektől körülbelül a 2. világháború végéig) megoszlott a stringband- és jugband-zenekarok közt. Ezek nagyrészt korabeli szórakoztató zenét játszó amatőr vagy félprofi zenekarok voltak, akiknek a blues csak egy zenei forma volt az akkori afroamerikai zenei műfajok mellett ( például rag, drag és stomp). 
A korszak főbb ilyen zenekarai a Coley Jones vezette Dallas Stringband és a Memphis Jug Band voltak. Persze már ekkor is akadtak önállóan híressé vált zenészek is, mint például Vol Stevens, Will Weldon, Charlie McCoy és Eddie Dimmit. Az akkori anyagi körülmények miatt nagy részükről sajnos még egy fotó sem maradt fent, dalaikon viszont már a következő generáció inspirálódott: olyanok, mint W. Howard Armstrong, Carl Martin és Yank Rachell. Az ő munkásságuk már a háború utánra is tehető. Őnáluk egy idő után a tradicionális stringband- és jugbandzene már a chicagói blues és modernebb alműfajok elemeivel is keveredik, illetve némelyiküknél előkerül az elektromos mandolin használata is.

## Kortársak
A műfaj legfőbb kortárs képviselője talán Rich Delgrosso, aki zenészi munkássága mellett a Blues Mandolin c. könyvet is írta.
A műfajra emellett kiváló példák találhatóak Bert Deivert, Jim Richter és Daddystovepipe Youtube-csatornáin is. 